# 460-469
De jaren 460-469 (van de christelijke jaartelling) zijn een decennium in de 5e eeuw.

## Belangrijke gebeurtenissen

### Romeinse Rijk
- 460 : Slag bij Cartagena. Keizer Majorianus lijdt een smadelijke nederlaag tegen de Vandalen.
- 461 : Majorianus arriveert in Italia en wordt door Ricimer, opperbevelhebber van het West-Romeinse leger gevangen genomen en geëxecuteerd.
- 461 : Romeinse senaat benoemt op aandringen van Ricimer Libius Severus tot opvolger, maar heeft feitelijk de macht in handen.
- 461 : Romeinse burgeroorlog (461): De Romeinse generaals Aegidius, Nepotianus, en Marcellinus erkennen Libius Severus niet als keizer en weigeren met Ricimer samen te werken.
- 461 : Ricimer staat grondgebied in Gallië af aan  Bourgondische en Gotische foederati voor steun tegen de Romeinse generaals die wiegeren met hem samen te werken.
- 461 : Aegidius splitst zich af van het westelijke rijk in Gallia Lugdunensis, het Gallische gebied ten noorden van de Loire en ten zuiden van de Somme met Soissons als hoofdstad.
- 461: Marcellinus die de Romeinse provincië Dalmatia beheerst, splitst zich af van het westelijke rijksdeel en zoekt aansluiting met het oostelijke deel.
- 461 : Geiserik zegt het verdrag met de Romeinen op, de Vandaalse oorlog (461-468) vangt aan met de verovering van de eilanden Corsica, Sardinië, Malta en de Balearen.
- 462 : Ricimer sluit nieuwe verdragen met de Bourgondische en Gotische foederati.
- 463 : Slag bij Orléans. Met steun van de Frankische foederati onder aanvoering van Childerik, slaagt Aegidius erin de Visigoten te verslaan.
- 464 : Aegidius wordt vermoord door vergiftiging. Het door hem gestichte rijk wordt eerst overgenomen door Paulus en daarna door zijn eigen zoon Syagrius.
- 465 : Na de dood (moord?) van Libius Severus, laat Ricimer de keizerstroon vacant.
- 467 : Paus Hilarius bemiddelt voor de Oost-Romeinse keizer Leo I van Byzantium bij Ricimer, voor de benoeming van een nieuwe West-Romeinse keizer. De compromisfiguur is Anthemius van Rome, die getrouwd is met de dochter van de vorige Oost-Romeinse keizer Marcianus.
- 468 : De Vandaalse oorlog eindigt met een nederlaag voor de Romeinen in de Slag bij Kaap Bon.

## Heersers

### Europa
- Bourgondiërs: Gundioc (456-473)
- Salische Franken: Childerik I (ca. 458-481)
- Longobarden: Hildeoc (ca. 460-480)
- West-Romeinse Rijk: Majorianus (457-461), Libius Severus (461-465), Anthemius (467-472)
- Oost-Romeinse Rijk: Leo I (457-474)
- Gallo-Romeinse Rijk: Aegidius (461-464), Paulus (ca. 464), Syagrius (464-486)
- Sueben: Richimund en Frumar (459-463), Remismund (463-469)
- Vandalen: Geiserik (428-477)
- Visigoten: Theoderik II (453-466), Eurik (466-485)

### Azië
- China
  - Liu Song: Liu Jun (453-464), Liu Ziye (464-465), Liu Yu (465-472)
  - Noordelijke Wei: Beiwei Wenchengdi (452-465), Beiwei Xianwendi (466-471)
- India (Gupta's): Skandagupta (455-467), Purugupta (467-473)
- Japan (traditionele data): Yuryaku (456-479)
- Korea
  - Koguryo: Jangsu (413-491)
  - Paekche: Gaero (455-475)
  - Silla: Jabi (458-479)
- Perzië (Sassaniden): Peroz (459-484)

### Religie
- paus: Leo I (440-461), Hilarius (461-468), Simplicius (468-483)
- patriarch van Alexandrië: Timoteüs II (457-460), Timoteüs III (460-475)
- patriarch van Antiochië: Acacius (458-461), Martyrius (461-465), Petrus de Voller (465-466), Julianus (466-476)
- patriarch van Constantinopel: Gennadius I (458-471)
- patriarch van Jeruzalem: Anastasius I (458-478)

<< · 460 · 461 · 462 · 463 · 464 · 465 · 466 · 467 · 468 · 469 · >>
<< · 400-409 · 410-419 · 420-429 · 430-439 · 440-449 · 450-459 · 460-469 · 470-479 · 480-489 · 490-499 · >>